# باتمان (مسلسل)
باتمان أو الرجل الوطواط وهو مسلسل تلفزيوني أمريكي بدأ عرضه في سنة 1966 وبقي عرضة لغاية سنة 1968 وكان مزيج من الأكشن والمغامرة والكوميديا قام آدم ويست بدور باتمان وبورت وورد بدور روبن وكان كلا البطلان يقاتلان الأشرار في مدينة جوثام وعرض هذا المسلسل في هيئة الإذاعة الأمريكية على شكل جزئين وكان مجموع الحلقات فيهما 120 حلقة وكان المسلسل من إعداد ويليام دوزر.

## روابط خارجية
- باتمان على موقع IMDb (الإنجليزية)
- باتمان على موقع ميتاكريتيك (الإنجليزية)
- باتمان على موقع الموسوعة البريطانية (الإنجليزية)
- باتمان على موقع روتن توميتوز (الإنجليزية)
- باتمان على موقع كينوبويسك (الروسية)
- باتمان على موقع ألو سيني (الفرنسية)
- باتمان على موقع قاعدة بيانات الفيلم (الإنجليزية)